# Hawkins (thị trấn), Wisconsin
Hawkins là một thị trấn thuộc quận Rusk, tiểu bang Wisconsin, Hoa Kỳ. Năm 2010, dân số của thị trấn này là 148 người.